# Charles Henry Dietrich

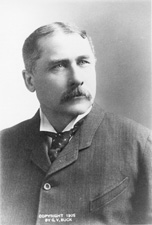
Charles Henry Dietrich

Charles Henry Dietrich (* 26. November 1853 in Aurora, Illinois; † 10. April 1924 in Hastings, Nebraska) war ein US-amerikanischer Politiker und im Jahr 1901 der zwölfte Gouverneur von Nebraska. Zwischen 1901 und 1905 vertrat er diesen Bundesstaat im US-Senat.

## Frühe Jahre
Charles Dietrich besuchte die örtlichen Schulen in seiner Heimat in Illinois. Anschließend arbeitete er in verschiedenen Berufen und an verschiedenen Orten. So war er in St. Joseph (Missouri) bei einem Eisenwarenhändler angestellt. Danach war er in Chicago ebenfalls im Eisenwarenhandel tätig. In Deadwood im heutigen South Dakota war er 1875 im Transportwesen tätig, indem er Waren mit Fuhrwerken durch die Black Hills transportierte. Zwischenzeitlich betrieb er noch ein Bergwerk mit dem Namen „Aurora“. Im Jahr 1878 kam Dietrich nach Hastings in Nebraska, wo er wieder im Handel tätig wurde. Er gründete dort auch die German National Bank. Zwischen 1887 und 1905 war er Präsident dieser Bank.

## Politische Laufbahn
Dietrich war Mitglied der Republikanischen Partei. Als deren Kandidat wurde er im Jahr 1900 zum neuen Gouverneur von Nebraska gewählt, wobei er sich mit etwas mehr als 800 Stimmen Vorsprung gegen den demokratischen Amtsinhaber William A. Poynter durchsetzte. Dietrich trat sein neues Amt am 3. Januar 1901 an. In seiner Amtszeit wurde die Anzahl der Richter am Nebraska Supreme Court erhöht. Dietrich blieb nur bis zum 1. Mai 1901 Gouverneur. An diesem Tag trat er von seinem Amt zurück, um den Posten eines US-Senators als Nachfolger des gerade verstorbenen Monroe Leland Hayward anzutreten. Dietrich blieb bis 1905 im Kongress und war dort Anhänger der Politik von Präsident Theodore Roosevelt. Er war Mitglied eines Ausschusses zur Untersuchung von Kriegsverbrechen auf den Philippinen während des Spanisch-Amerikanischen Krieges.

## Weiterer Lebenslauf
Im Jahr 1904 verzichtete Dietrich auf eine erneute Kandidatur. Somit endete seine Amtszeit in Washington, D.C. mit dem Ablauf der Legislaturperiode am 3. März 1905. Danach zog er sich in das Privatleben zurück. Er starb im April 1924 in Hastings und wurde auf dem dortigen Parkview-Friedhof beigesetzt. Charles Dietrich war zweimal verheiratet und hatte eine Tochter.